# Zunda Towers
Zunda Towers (латыш. Zunda torņi) — комплекс из двух высотных зданий в Риге. Расположен на правом берегу Даугавы, на протоке Зундс, от которого и получил своё название. Представляет собой две цилиндрические башни с небольшой разницей в размерах, по 30 этажей в каждой. Строительство велось с 2006 по 2017 год. Первоначально комплекс именовался Z-Towers, но в марте 2022 года название было изменено на Zunda Towers, чтобы оно не вызывало ассоциации с символом российского вторжения в Украину.

### Использование
- Отель[3]
- Офис[3]
- Автостоянка[3]
- Жилье[3]
- Розничная торговля[3]